# Hermann Heibel
Hermann Heibel (* 21. Juli 1912 in Neuwied; † 19. August 1941 bei Walowo, heute Staropolje, Slanzewski rajon, Oblast Leningrad, Russland) war ein deutscher Schwimmer.

## Biografie
Heibel trainierte u. a. beim Bremer Schwimmverein (BSV).
Er errang 1936 bei den Olympischen Sommerspielen 1936 in Berlin mit der 4 × 200-m-Freistilstaffel den fünften Platz, zusammen mit Werner Plath, Wolfgang Heimlich und Helmut Fischer in 9:19,0 Minuten. Über 100 m Freistil erreichte er mit Platz 10 nicht das Finale.
Er wurde 1937 mit der Vereinsstaffel vom BSV mit Eduard Askamp, Helmut Fischer und Wolfgang Leisewitz in Halberstadt Deutscher Meister. Im März 1938 schwamm er mit der Vereinsstaffel mit Hans Freese und Helmut Fischer im Bremer Hanse-Bad die damalige Weltrekordzeit von 4:03,6 Minuten.
Heibel ist beim Russlandfeldzug 1941 gefallen.